# Ceram
Ceram ou Seram (também chamada Seran ou Serang) é uma ilha da Indonésia pertencente ao arquipélago das ilhas Molucas e banhada pelo Mar de Ceram. Com uma área de 17 100 km², é a 52.ª maior ilha do mundo em área. Tem o ponto mais elevado no Monte Binaiya, de 3027 m de altitude. A maior cidade e o porto principal da ilha é Masohi. 
A ilha esteve sob influência dos governantes de Ternate e Tidore durante a Idade Contemporânea; foi visitada por missionários portugueses no século XVI e passa a ser controlada pelos holandeses desde meados do século XVII.
Tal como o resto das ilhas Molucas, esta ilha pertence à área da Linha de Wallace, de grande interesse científico pela sua rica biodiversidade. 

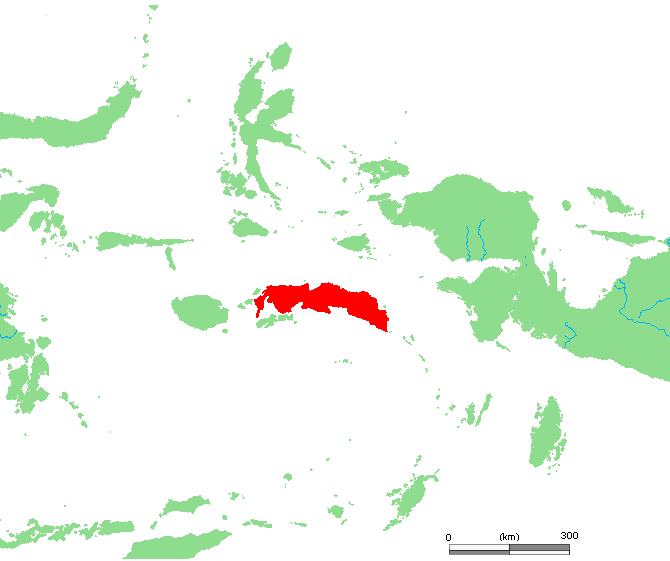
Localização de Ceram